# Prinzessin-Ragnhild-Küste
Koordinaten: 71° S, 27° O
Die Prinzessin-Ragnhild-Küste (norwegisch Prinsesse Ragnhild Kyst) ist ein Teil der Küste des antarktischen Königin-Maud-Landes. Benannt wurde sie nach der norwegischen Prinzessin Ragnhild (1930–2012), der Tochter von König Olav V. und Märtha von Schweden.

## Geographie
Der Küstenabschnitt wird von den Meridianen 20° Ost und 34° Ost begrenzt. Im Westen grenzt die Prinzessin-Ragnhild-Küste an die Prinzessin-Astrid-Küste, im Osten an die Prinz-Harald-Küste. Vor der Küste liegt die Riiser-Larsen-See mit dem Roi-Baudouin-Schelfeis und östlich des Meridians 30° Ost die Kosmonautensee, beides Randmeere des Südlichen Ozeans.
Die Küste befindet sich im östlich von Kap Sedow, einem Eiskap an der Prinzessin-Astrid-Küste, und im Westen der Riiser-Larsen-Halbinsel, welche die östliche Begrenzung der Bucht Vestvika bildet.
In dem Gebiet befindet sich die pakistanische Forschungsstation Jinnah in Küstennähe, sowie die belgische Prinzessin-Elisabeth-Station und die japanische Sommerstation Asuka im Hinterland. Auch die erste belgische Antarktisstation Roi Baudouin lag in dem Gebiet.

## Geschichte
Die Prinzessin-Ragnhild-Küste wurde am 5. März 1933 erstmals von Hjalmar Riiser-Larsen, einem norwegischen Polarforscher, betreten. Er wollte von der Proclamation Island aus mit dem Schiff bis zur Antarktischen Halbinsel vordringen, was aber durch das Brechen des Eises verhindert wurde und den Tod vieler Seeleute bedeutete.